# 전주초등학교
전주초등학교(全州初等學校)는 대한민국 전북특별자치도 전주시 완산구 태평동에 있는 공립 초등학교로, 이 학교는 원래 조선 시대 말엽인 1897년 7월 10일에 전라북도 전주 공립소학교로 처음 개교되었다.

## 학교 연혁
- 1897년 7월 10일 전라북도 공립소학교 개교(교동 양사재(養士齋))
- 1906년 8월 27일 전주공립보통학교로 개칭
- 1906년 12월 4일 학교 이전(완산구 전라감영로 72, 舊 상공회의소 건물)
- 1914년 2월 5일 전주제1공립보통학교로 개칭
- 1921년 4월 1일 6년제로 개편
- 1925년 7월 21일 현 위치로 이전
- 1938년 4월 1일 전주상생공립심상소학교로 개칭[1]
- 1941년 4월 1일 전주상생공립국민학교로 개칭[2]
- 1946년 5월 31일 전주공립국민학교로 교명 변경
- 1950년 4월 1일 전주국민학교로 교명 변경
- 1961년 4월 3일 전주진북국민학교 분리(4학급)
- 1971년 10월 1일 전주화산국민학교 분리
- 1984년 3월 1일 병설유치원 설립인가(4학급 개원)
- 1996년 3월 1일 전주초등학교로 교명 변경[3]
- 1996년 6월 20일 학교운영위원회 조직
- 1997년 7월 10일 개교 100주년 기념행사[4]
- 2005년 11월 28일 전주전자도서관 개관식
- 2007년 5월 18일 태권도 창단식
- 2019년 2월 1일 제110회 졸업(졸업생 총수 34,791명)
- 2019년 3월 1일 12학급(특수학급 포함) 편성
- 2019년 3월 1일 제33대 안호문 교장 부임
- 2020년 2월 7일 제111회 졸업(졸업생총수 34,834명)
- 2020년 9월 1일 제34대 김성숙 교장 부임

## 학교 상징
- 교화 - 장미 : 장미는 꽃중의 꽃이라 일컬어질 만큼 사람의 사랑을 받고 있으며, 그 색깔에 따라 열렬한 사랑, 순수, 절개, 화합 등의 꽃말을 가지고 있다. 또한 역사적으로도 아름다움의 상징으로 크게 사랑받아 왔으며, 우리 학교 담장을 둘러싸고 있는 넝쿨 장미 향기처럼 사회에 나아가서 누구에게나 사랑받는 아름다운 사람이 되기를 원하는 모두의 바람이 담겨있다.
- 교목 - 은행나무 : 구김살없이 바르게 자란 원줄기는 단단하게 균형이 잡혔고 알맞게 뻗어나간 가지마다 부채꼴 모양의 은행잎은 말끔하고 깨끗해서 보는 이의 마음을 시원하게 해준다. 우리 학교 중정에 우뚝 솟아 있는 은행나무는 가을이 되면 그 낙엽이 매우 아름다워 사람들에게 많은 즐거움을 준다. 우리 모두 은행나무처럼 바르고 굳세게 자라는 슬기로운 어린이가 되었으면 한다.
- 교조 - 비둘기 : 언제나 깨끗한 몸매, 단아한 모습으로 사랑을 뿌리는 평화의 새로서 함께 모여 모이를 나누고 깃털로 감싸 정을 주고 받음은 서로 사랑하고 협동하는 모습을 잘 알 수 있다. 무리지어 상부상조하며 더불어 사는 비둘기로부터 평화·사랑의 정신을 배울 수 있다. 온순하면서도 멀리 나는 비둘기로부터 온화한 심성과 강인한 정신력을 본받았으면 한다.
- 캐릭터 - 채공이 : 2001년 5월 4일 학교 상징 캐릭터 그리기 공모전에서 당시 4학년 나소영 어린이가 금상을 받은 ‘책공이’ ‘책 읽기를 공놀이처럼, 공놀이를 책 읽기처럼’

## 참고 자료
- 전주초등학교 - 한국교육학술정보원 학교알리미